# Feigeli Prisor
Feigeli Prisor (* 1964 in Wittem) ist ein niederländischer Musiker des Gypsy-Jazz (Gitarre).
Feigeli Prisor begann seine Karriere in der Sinti-Gemeinschaft im niederländischen Gerwen; seine Mentoren waren Jozef „Wasso“ Grünholz und dessen Neffe Stochelo Rosenberg. Schon bald trat er mit eigenen Bands auf den Gypsy-Jazz-Festivals in Samois auf; er leitet die Formation Prisor Jazz Band, der auch sein Neffe Sendelo Schäfer (Gitarre) und sein Schwager Tchawo Adell (Kontrabass) angehören. Unter eigenem Namen legte er die Alben Old Memories (2008) und Gypsy’s Heart (2009) vor; bei letzterem wirkten außerdem Eddy Grünholz, Anton Sjarov und Ulli Bartel mit. Neben Eigenkompositionen interpretierte er Jazzstandards wie „Body and Soul“, „Cherokee“, „I’m Confessin’ That I Love You“, „I’m Getting Sentimental Over You“ und „My Blue Heaven“. 2012 folgte noch das Album Fetela, auf dem neben seinem Trio auch Solisten wie der Geiger Tim Kliphuis, der Klarinettist André Donni und die Sängerin Nidja Prisor zu hören sind. Außerdem gastierte er auf zahlreichen internationalen Festivals in England, Frankreich, Ungarn und den Niederlanden, 2017 auf dem Sinti-Jazz-Musikfestival im Weltkunstzimmer in Düsseldorf. Prisor lebt in Gerwen.

## Diskographische Hinweise
- Lollo Meier, Ritary Gaguenetti, Feigeli Prisor, Wattie Rosenberg & Sani van Mullem: Le Quecumbar International Gypsy Swing Guitar Festival